# Кузнецов, Игорь Иванович
Игорь Иванович Кузнецов (5 апреля 1973, Саратов) — российский политолог и общественный деятель, доктор политических наук, профессор кафедры истории и теории политики Факультета политологии МГУ им. М. В. Ломоносова, исполнительный директор Российского общества политологов.

## Биография
В 1995 году окончил исторический факультет Саратовского государственного университета имени Н. Г. Чернышевского. В 1995—1996 годах проходил срочную службу в Вооружённых силах. В 1999 году защитил кандидатскую диссертацию «Разделение властей в современной России: динамика модели переходного периода» по специальности 23.00.02 — политические институты, процессы и технологии. Преподавал в СГУ, в 2008 году получил учёное звание доцента по кафедре политических наук.
В 2002—2003 годах работал экспертом программы «Дискуссионное пространство» Фонда Фридриха Наумана (Германия). Под научным руководством И. И. Кузнецова подготовлены и защищены ряд кандидатских диссертаций по политическим наукам. В 2003 году прошёл курс переподготовки Летнего политологического университета, организованного Национальным Фондом подготовки кадров при МГИМО (У) МИД России; в 2005 году принял участие в Международной летней школе «Совещание по безопасности и сотрудничеству в Европе в контексте проблем европейской безопасности: 1975—2005 гг.»; в 2007 году прошёл повышение квалификации по направлению «Современные технологии мониторинга и прогнозирования региональных политических и экономических процессов», Институт мировой экономики и международных отношений Российской Академии Наук.
С 2005 года — член редакционной коллегии журнала «Известия Саратовского университета. Новая серия. Серия Социология. Политология», с 2010 года — редакционной коллегии журнала «Вестник Волгоградского государственного университета», с 2013 года — редакционной коллегии журнала «Вестник Московского университета. Серия 12: Политические науки», с 2015 года — редакционной коллегии журнала «Вестник Волгоградского государственного университета. Серия 4. История. Регионоведение. Международные отношения» .
В 2010 году защитил докторскую диссертацию по политическим наукам (официальные оппоненты А. В. Баранов, О. В. Попова и О. Г. Овчарова). Монография И. И. Кузнецова «Политические механизмы разделения властей в современной России» стала лауреатом Всероссийского конкурса на лучшую научную книгу 2010 года, проводимого среди преподавателей высших учебных заведений и научных сотрудников научно-исследовательских учреждений Фондом развития отечественного образования.
С 2011 года — профессор кафедры истории и теории политики факультета политологии МГУ, член диссертационного совета МГУ имени М. В. Ломоносова 23.00.02 — политические институты, процессы и технологии.

## Научная деятельность
Научные и профессиональные интересы: политические институты и их эволюция, разделение властей в современных государствах, сравнительное конституционное право, политические процессы в современной России, информационные технологии в политике. Область научных интересов: политические институты, процессы и технологии, политическая институциализация разделения властей в современной России, разделение властей в современной России, сравнительное конституционное право, информационные технологии в политике. Членство в научных обществах: Российское общество политологов, Российская ассоциация политической науки. Участие в редколлегии журналов: Вестник Московского университета. Серия 12: Политические науки. Вестник Волгоградского государственного университета. Известия Саратовского университета. Новая серия. Серия Социология. Политология. Опубликовал 3 монографии, 3 учебно-методических пособия и свыше 70 научных статей. РИНЦ: публикация — 21, индекс Хирша — 6.

## Награды и гранты
[значимость факта?]
- В 1998—2001 год — Грант на исследования Министерства образования РФ (тема — «Разделение властей в истории русской политической мысли»).[10]
- 1998 год — Грант на участие в Летнем методологическом университете МОНФ (Московский общественный научный фонд), г. Владимир.[10]
- 1999 год — Грант на участие в Летнем методологическом университете МОНФ (Московский общественный научный фонд), г. Таруса.[10]